# گوران مارستروم
گوران مارستروم (انگلیسی: Göran Marström؛ زادهٔ ۱۲ اکتبر ۱۹۴۲) قایقران قایق بادبانی اهل سوئد است.